# 盖伦
克劳狄乌斯·盖伦（希臘語：Κλαύδιος Γαληνός，129年—200年），亦被称为佩加蒙的盖伦，是古罗马的希腊裔医学家及哲學家，主要作品有《气质》《本能》《关于自然科学的三篇论文》。 是古代史中最多作品的醫學研究者，他的见解和理论是欧洲起支配性的医学理论，長達一千年之久。所影響的學科有解剖学、生理学、病理学、药理学及神經內科，在醫學領域以外的影響有哲學及逻辑。逝世于罗马。
盖伦的父親是阿伊柳斯·尼孔，是富有的希腊建築師，對學術有興趣。盖伦接受了全面的教育，預備他成為醫師及哲學家。盖伦出生于古城帕加马（現今土耳其的貝爾加馬）。盖伦頻繁的旅行，在定居罗马之前就已接觸許多的醫學理論以及發現，他在羅馬為許多社會中的顯要人士服務，最終成為幾位羅馬皇帝的宫廷医生。
盖伦對醫學及解剖學的瞭解主要是受到體液學說（是指人體是由血液、黏液、黃膽汁和黑膽汁等四種體液組成的學說）影響，和古希臘醫學家希波克拉底的論點相近。盖伦的醫學觀點影響西方醫學科學的時間超過1300年。盖伦的解剖學主要是以解剖猴科和猪的結果為主，不過因為猴科動物的臉部表情太像人類，因此他後來改為解剖猪或是其他動物。盖伦不解剖人體的原因是當時法律嚴格禁止對活的人體或屍體進行解剖。盖伦會鼓勵學生去看死去的角鬥士，或是觀察屍體清洗，以便更加熟悉人體。盖伦最著名的實驗是尖叫豬的實驗，是將活豬切開，當豬尖叫時，切斷其神經或是聲帶，豬就不尖叫了，以此說明這些部份和聲音有關。盖伦的解剖學研究有很長一段間沒有受到質疑，直到1543年，安德雷亚斯·维萨里出版《人体的构造》，其中有人體的解剖及說明，盖伦的生理學理論才加入了這些新的發現。盖伦有關循环系统的生理學理論到1242年時受到挑戰，伊本·纳菲出版書籍《Sharh tashrih al-qanun li' Ibn Sina》（對於伊本西那解剖學的評論），其中提到了肺循環，和盖伦的理論沒有提到的。
盖伦認為他自己是醫師也是哲學家，他曾寫過一本書，書名為《最好的醫師也是哲學家》（That the Best Physician is also a Philosopher）。盖倫對於當時醫學界中理性學派及經驗學派之間的爭議很感興趣，他則是用直接觀察、解剖及活体解剖，在這兩個極端觀點之間有較複雜的中間論點。他的許多著作都是古希臘文，有些有翻譯為其他語文言，不過其中有一些被毀了，有些傳統上認定是他寫的作品也有些可能疑，不確定是否真是他的作品。他死亡的日期仍有爭議，不過是在七十歲以後才過世。

## 生平
盖伦出生于一个建筑师家庭，他对农业、建筑业、天文学、占星术和哲学感兴趣，但后来他将自己的精力集中在医学上。20岁时他成为当地阿斯克勒庇俄斯神庙的一个助手祭司。148年或149年他父亲去世后他外出求学。他在今天的伊兹密尔、科林斯和亞歷山大城共就学十二年。157年他返回别迦摩并在当地的一个角斗士学校当了三、四年医生。在这段时间里他获得治疗创伤和外伤的经验。后来他将伤称为是“进入身体的窗”。
从162年开始他住在罗马并开始他的众多写作、教书和公开展示他的解剖知识。他获得了一个有经验的医生的名声和许多病人。后来他甚至成为罗马皇帝馬爾庫斯·奧勒里烏斯的宫廷医生。据说他主要说希腊语，当时希腊语在医学相对于拉丁语更有名气。166年至169年他曾短暂地回到过故乡帕加马。
盖伦此后一直待在宫廷里做医生和从事他的写作。他对许多动物进行活体解剖来研究肾和脊椎的作用。他最喜欢用的动物是直布罗陀猿。据说他有20个听写者来记录他的言语。191年的一场大火烧毁了他的部分著作。他的逝世年不很清楚，按照10世纪流传下来的一部著作应该是200年，但也有人认为他216年才逝世。

## 在醫學上的貢獻

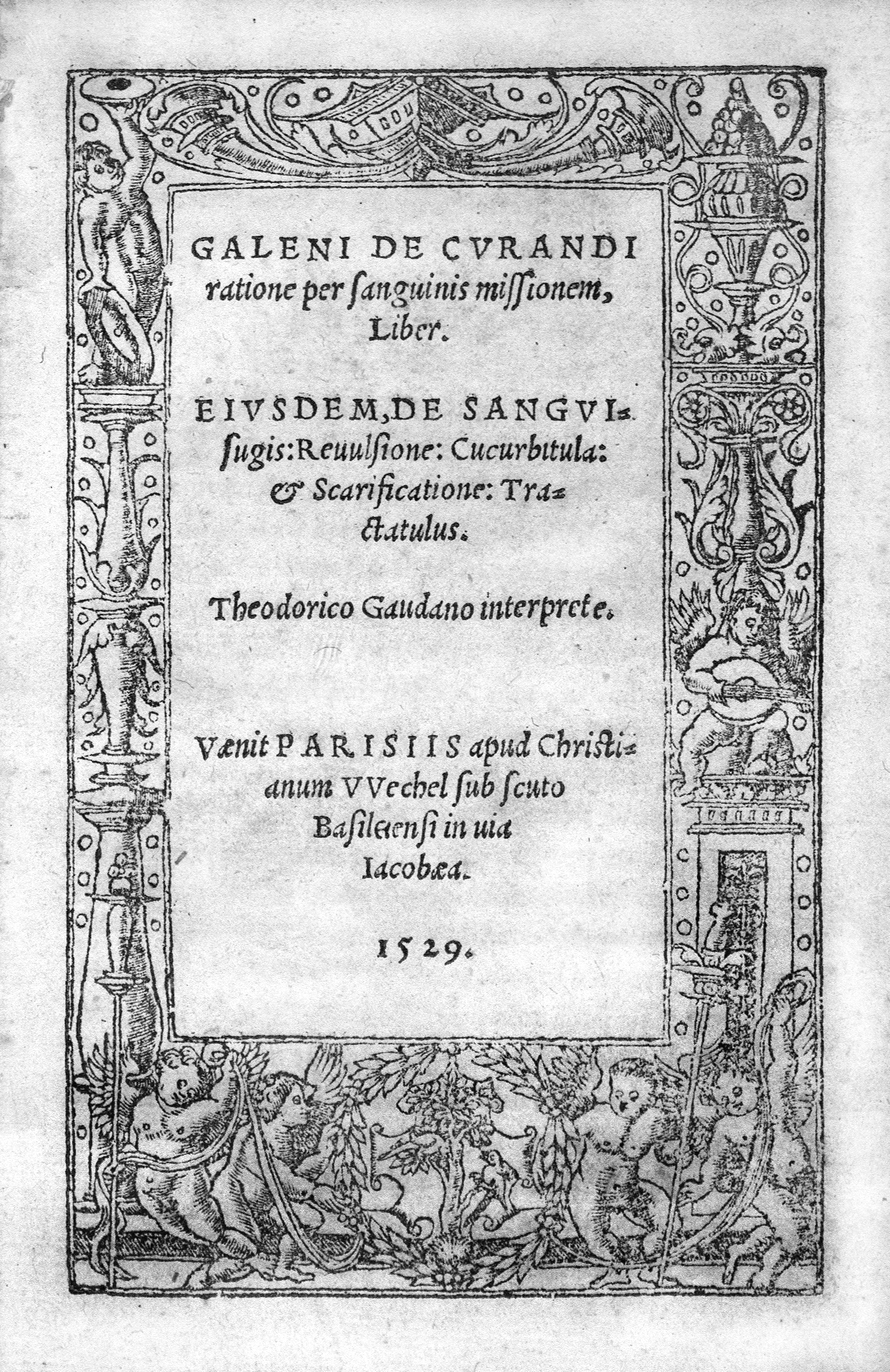
De curandi ratione

盖伦在希波克拉底的病理學理論上有很大的貢獻。希波克拉底的體液學說認為人情緒的變化是因為體內四種體液（血液、黑膽汁、黃膽汁及黏液）不平衡所造成。盖伦將此理論連結到人的四種氣質類型。以蓋倫的觀點，每一種體液的過多對應著一種特別的氣質（血液—熱血型、黑膽汁—憂思型、黃膽汁—激進型、黏液—冷靜型（phlegmatic）。因此熱血型（sanguine）的人性格外向，適合社交。激進型（choleric）的人富有活力及魅力。憂思型（melancholic）的人有創造力、善良及體貼。冷靜型（phlegmatic）的人獨立、友善且富有感情。
盖伦的许多知识来自于他对活体动物的解剖。他的一个方式是公开地解剖活猪。他切断猪的神经来显示它们的作用，最后他切断喉神经（今天也称为盖伦神经）猪就不叫了。他系住活动物的输尿管来显示尿来自于肾，他破坏脊椎来显示瘫痪的原因。
从今天的角度来看，盖伦的理论部分是对的，部分是错的。他证明动脉是送血的，而不是送空气的，此外他首次研究了神经的作用以及脑和心的作用。他还认为思考是脑的作用，而不是像亚里斯多德所说的那样是心的作用。
但从今天的角度出发盖伦的其它许多观点是错的。他没有认识到血液循环而认为静脉系统与动脉系统是无关的。这个观点一直到17世纪才被威廉·哈维纠正。由于他的大多数解剖知识是从解剖猪、狗和猴得来的，他错误地以为人也有迷网，一个在食草动物中常见的血管节。他还反对使用止血带来停止出血的疗法而坚持使用放血疗法。
直到16世纪盖伦在欧洲是一个医学权威。学者不对实物进行观察而相信盖伦已经描述了一切可以描述的事物。放血疗法成为一个基本疗法。第一个严肃地改变这个状况的是维萨里。

## 在哲學上的貢獻
蓋倫的主要貢獻是在醫學、解剖學以及生理學，不過他也有寫過有關邏輯以及哲學的著作。蓋倫這方面的著作是受到希臘及羅馬思想家的影響，例如柏拉图、亚里士多德、斯多葛主義及皮浪主义。蓋倫關注哲學思想以及醫學實務的結合，在他的著作《最好的醫師也是哲學家》（That the Best Physician is also a Philosopher）中，採用了各方的論點，並且加入他原創的想法，他認為醫學是跨學科的領域，結合了理論、觀察以及實驗等。
在蓋倫的時期，在醫學領域有許多不同的學派，最主要的兩種是經驗學派（Empiricist）和理性學派（Rationalist），而Methodist是少數。經驗學派在強調實際練習及實驗（或稱為「主動學習」）在醫學領域的重要性。理性學派和經驗學派恰好相反，他們重視對已有理論的研究，以創建新的醫學理論。Methodist則介於兩者之間，不像經驗學派那麼重視實驗，也沒有理性學派那麼理論。Methodist主要是用純觀察的方式，相較於疾病的治療，他們比較關注研究疾病的自然產生過程。蓋倫的教育讓他接觸當時主要的五種學派（柏拉图主義、百思通派、斯多葛派、伊比鳩魯派、皮浪主义），他的老師有經驗學派的，也有理性學派的。

### 反對斯多葛派
盖伦以柏拉图的理論為基礎，發展了三個「氣」（靈魂）的理論，有些學者將盖伦歸類為柏拉图主義者
。盖伦的人格理論是以他對體內液體循環的瞭解為基礎，他認為精神上的異常有其生理學的基礎
。盖伦的許多理論都和「普紐瑪」（pneuma，可解釋為「氣」或是「靈魂」）有關，他不接受斯多葛派對普紐瑪的定義以及用法。
盖伦認為斯多葛派沒有針對精神（或是心靈）各功能所在的位置有可信的答案。透過醫學，盖伦認為他有比較好的答案，就是大腦。斯多葛派認為氣只有一部份，也就是理性的部份，位在心臟。盖伦依照柏拉图的概念，認為氣還有其他兩部份。脑中的“精气”（Pneuma psychicon）决定运动、感知和感觉。心的“活气”（Pneuma zoticon）控制体内的血液和体温。肝的“动气”（Pneuma physicon）控制营养和新陈代谢。
盖伦也不接受斯多葛派的命題邏輯，他接受的是假設的三段論，強烈旳受到亞里士多德及門下弟子建立的逍遙學派的影響，也以亞里士多德邏輯的元素為其基礎
。

## 著作
盖伦最主要的著作是他的17卷的《人体各部位的作用》（On the Usefulness of the Parts of the Human Body）。此外他还写了关于哲学和语言学的著作。
盖伦的著作也是波斯学者如伊本·西那等的主要学术来源。